# Emil Vedel
Emil Vedel (30. august 1824 i Nørre Søby – 24. maj 1909 i Sorø) var en dansk jurist, departementschef og amtmand, der tillige havde en omfattende virksomhed inden for arkæologi.

## Liv og karriere
Vedel var søn af proprietær Jens Kraft Dinesen Vedel (1793-1827) og Marie Elisabeth, født Hillerup (1795-1861) og han blev født på Søbysøgård. Han blev 1840 student fra Borgerdydskolen i København og 1846 cand.jur.. Han indtrådte 1847 som volontør i Danske Kancelli og overgik 1848 til Justitsministeriet. Han udnævntes fra begyndelsen af 1849 til kancellist i Indenrigsministeriet og 1852 til fuldmægtig sammesteds, efter at han forinden med offentlig understøttelse havde foretaget en to-årig studierejse i udlandet.
Han tog i 1852 også en slesvigsk juridisk eksamen og ansattes umiddelbart derefter som fuldmægtig i Ministeriet for Slesvig, hvor han 1853 avancerede til bureauchef. I 1854 udnævntes han til medlem af appellationsretten i Flensborg, men konstitueredes allerede 1856 til departementschef i Ministeriet for Slesvig, i hvilken stilling han 1858 fik fast ansættelse; denne beholdt han indtil han på grund af Slesvigs afståelse som resultat af 1864 krigen måtte opgive den. Desuden var han 1856 kommitteret hos den kongelige kommissarius ved den slesvigske stænderforsamling, 1859 medlem af kommissionen angående karantænelovgivningen, og efter fredsslutningen 1864 blev han medlem af den i medfør af samme nedsatte inkorporationskommission.
I 1866 beskikkedes han til amtmand over Bornholms Amt, hvorfra han 1871 forflyttedes til amtmandsembedet over Sorø Amt, som han derefter beklædte, indtil han efter eget ønske ved udgangen af året 1902 afskedigedes med tilkendegivelse af kongens påskønnelse af hans udmærkede tjeneste. Ved samme lejlighed modtog han også talende vidnesbyrd om, i hvor høj grad befolkningen inden for hans embedskreds værdsatte hans mangeårige humane, upartiske og dygtige varetagelse af amtets anliggender. 1852 havde han fået titel af sekretær, 1853 af kancelliråd og kammerjunker og 1871 af kammerherre. 1885 var han blevet kommandør af 2. grad, 1888 kommandør af 1. grad og 1900 storkors af Dannebrog.
Han blev 30. august 1854 gift med Emilie Christiane Nygaard (2. december 1833, Stenalt – 9. november 1924), datter af etatsråd Malthe Bruun Nygaard og Abel Marie Catharina, født Paulsen.

## Arkæologisk virksomhed
Snart efter at Vedel i 1866 var blevet amtmand på Bornholm, begyndte han en omfattende arkæologisk virksomhed med undersøgelser og studier over Bornholm i forhistorisk tid. Efter forflyttelsen til Sorø 1871 fortsattes disse, omend naturligvis i lidt mindre mål, ved jævnlige rejser helt op i hans høje alder, hver gang der var lejlighed til det. Alene i de første to år udførte han med bistand af lærer Johan Andreas Jørgensen i Ibsker ikke mindre end ca. 600 undersøgelser, for hvilke der derefter gjordes omhyggelig rede i afhandlingen "Om de bornholmske Brandpletter" i Aarbøger for nordisk Oldkyndighed og Historie i 1870. Efterhånden som arbejdet i marken skred fremad, publiceredes det i afhandlinger i Aarbøgerne 1872, 1878 og 1885. I 1886 kunne han samle udbyttet af virksomheden indtil da i det anselige kvartbind, der bærer titlen Bornholms Oldtidsminder og Oldsager; hertil sluttede sig, efter en afhandling i 1890, en større Efterskrift, 1897. Tilsammen dannede disse to bøger en ypperlig monografi over øens mærkelige og rigt udformede kulturforhold (især i oldtidens senere tidsafsnit), bygget på indgående førstehåndsstudier. Samtidig kom hans stort anlagte, redelige og ihærdige arbejde i høj grad forståelsen af hele landets forhold til gode. Ham skyldes det eksempelvis, at man også i det øvrige Danmark blev opmærksom på de sparsomme levninger fra den ældste jernalder. Hele udbyttet af sine undersøgelser overgav Vedel til de offentlige samlinger, det allermeste til Nationalmuseet, til hvilket han i sin hele virksomhed stedse stod i fortroligt forhold. Fra Vedels otium må også nævnes udgivelsen af Oversigt over den danske Literatur om Nordens forhistoriske Arkæologi indtil og med Aaret 1904 fra 1905.
I anerkendelse af Vedels fortjeneste i den arkæologiske forskning valgte Det kongelige Nordiske Oldskriftselskab ham i 1885, efter Worsaaes død, til sin bestyrelses leder som vicepræsident. I denne virksomhed fungerede han, indtil han i 1902 af hensyn til sit helbred mente at måtte nedlægge posten, hvorefter selskabet valgte ham til sit eneste æresmedlem.

## Juridiske skrifter
Allerede 1847 blev Vedel tilkendt Københavns Universitets prismedalje for en afhandling om den engelske og franske trykkefrihedslovgivnings historie. Den blev ikke trykt, men den blev rost for herredømme over stoffet, frit og selvstændigt omdømme og skarpsindighed. 1853-1854 holdt han efter Kultusministeriets opfordring en række forelæsninger ved universitetet over den slesvigske ret, hvilke senere udkom under titelen Den slesvigske Privatrets almindelige Deel. i 1857. Af juridiske skrifter har han endvidere udgivet Udtog af fremmede Communallovgivninger i 1850 og (i forbindelse med D. Brandis) Udvalg af forskjellige constitutionelle Forfatninger i 1848.